# أركادي فيدلر
أركادي فيدلر (بالبولندية: Arkady Fiedler)‏ هو ضابط وصحفي وكاتب بولندي، ولد في 28 نوفمبر 1894 في بوزنان في بولندا، وتوفي في 7 مارس 1985 في Puszczykowo ‏ في بولندا.